# Ukwa
L'ukwa és una llengua que es parla a l'estat de Cross River, al sud-est de Nigèria. Concretament es parla a la LGA d'Akampka.
L'ukwa està íntimament relacionat amb les altres llengües ibibio-efik: l'efik, l'ibibio i l'anaang. Les llengües ibibio-efik són part de la família de les llengües del baix Cross (o llengües Obolo), de la gran família de les llengües bantus Benué-Congo.
El 95% dels ukwa-parlants professen religions tradicionals africanes.